# Joaquín Rubio Camín
Joaquín Rubio Camín (Gijón, 11 de septiembre de 1929-28 de diciembre de 2007) fue un escultor, pintor, diseñador y fotógrafo español.

## Biografía
Tras estudiar en el Corazón de María, inició su carrera artística como pintor en los años cincuenta, obteniendo el Segundo Premio del I Concurso Turner de Primavera de Madrid en 1952 y el Premio Nacional de Pintura en el Concurso Nacional de la Dirección General de Bellas Artes en 1955. Más tarde, a partir de los años sesenta, se volcó en la que sería su actividad más reconocida, la escultura, recibiendo, en 1962, el Gran Premio de Escultura del Primer Certamen Nacional de Artes Plásticas. En 2001 fue galardonado con la Medalla de Plata del Principado de Asturias. También se dedicó a la fotografía, y fue miembro del grupo La Palangana, junto a fotógrafos como Leonardo Cantero, Francisco Ontañón, Ramón Masats y Gabriel Cualladó. En Gijón, frecuentó la amistad del escritor Luciano Castañón. Desde el año 1975 estableció su residencia en Valdediós, Villaviciosa, donde trabajó hasta su muerte. Fue nombrado académico correspondiente de la Real Academia de Bellas Artes de San Fernando en 1991.
En Londres, conoció a Jorge Oteiza, de quien se declararía admirador y con quien compartió amistad.
A finales de 2007 falleció en su ciudad natal, a los 78 años. Un año después, una iniciativa puesta en marcha por amigos y admiradores de Camín, a la que se sumó el diario gijonés El Comercio, consiguió que su figura fuese distinguida y honrada con una zona verde en Gijón, en concreto el área del Cervigón, parroquia de Somió, donde se encuentra una escultura del artista realizada con piezas rescatadas del barco hundido Castillo de Salas.

## Obras

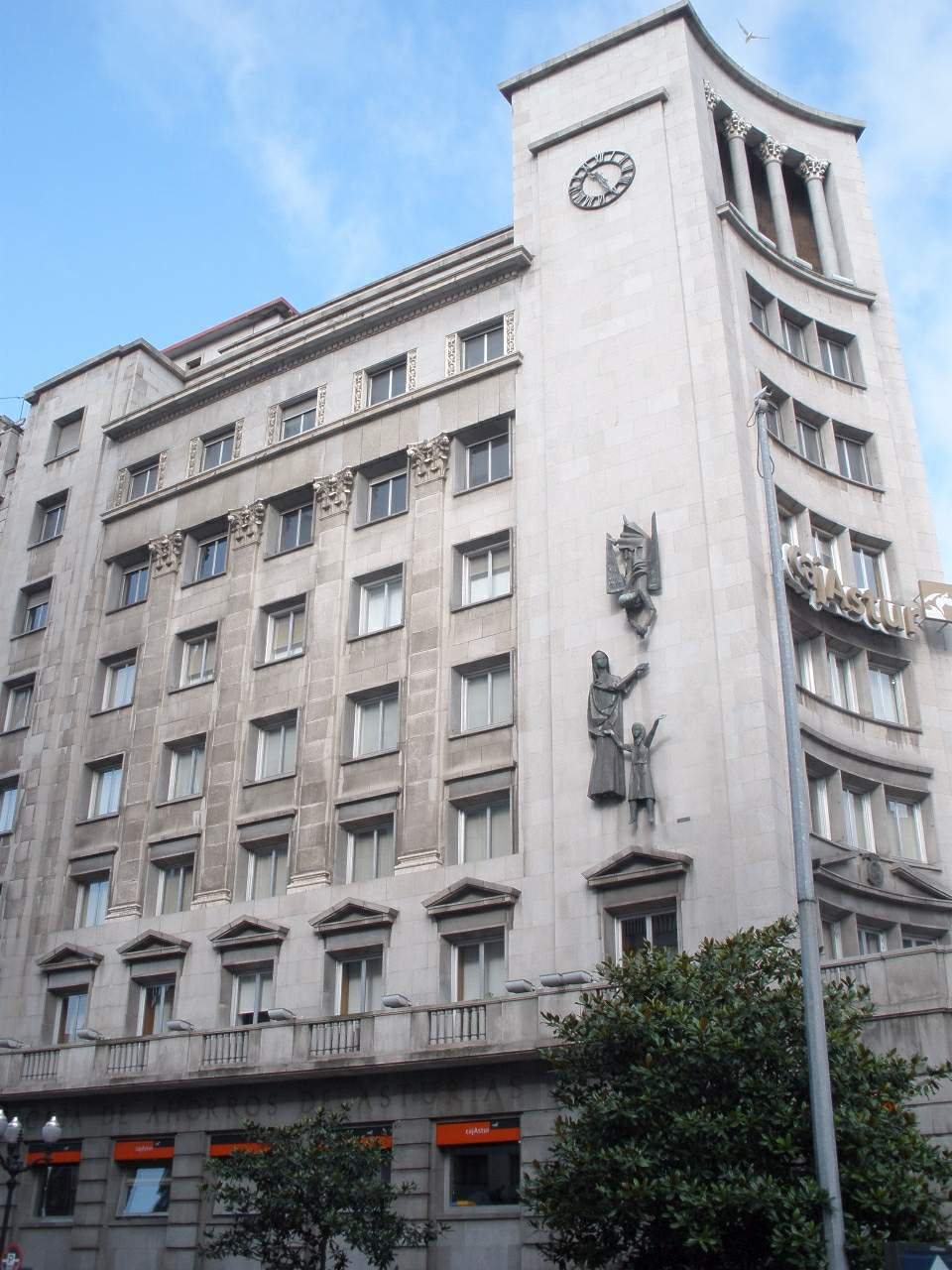
El ahorro, 1963, plaza del Carmen, 4, Gijón

Joaquín Rubio Camín cuenta con una extensa obra, fundamentada en el uso del metal (hierro, bronce, acero...) y de maderas como el roble.

### Obras seleccionadas
- Marineros: 1960, fachada del Edificio Gamoré, calle Marqués de San Esteban, 4 Gijón, Asturias

- El ahorro: 1963, fachada del edificio Cajastur, plaza del Carmen, 3, Gijón, Asturias.
- Cristo crucificado: 1969, Iglesia de San Antonio de Padua, Gijón, Asturias.
- San Antonio: 1970, Iglesia de San Antonio de Padua, Gijón, Asturias.
- Homenaje a la amistad: 1974, Villaviciosa.
- Cristo crucificado: 1984, Iglesia de Nuestra Señora de Begoña, Gijón, Asturias.
- Encuentro en tres: 1985, Museo Antón, Candás, Asturias.
- Arriondas: 1986, Parque de la Concordia, Arriondas, Asturias.
- Tejo herido: 1986, Parque La Ferrera, Avilés, Asturias.
- Maternidad: 1986, Palomeras Bajas, Puente de Vallecas, Madrid.
- Construcción: 1990, Museo Antón, Candás, Asturias.
- Espacio exterior: 1990, Estación de Jovellanos (demolida), actualmente en la estación de Sanz-Crespo, Gijón, Asturias.

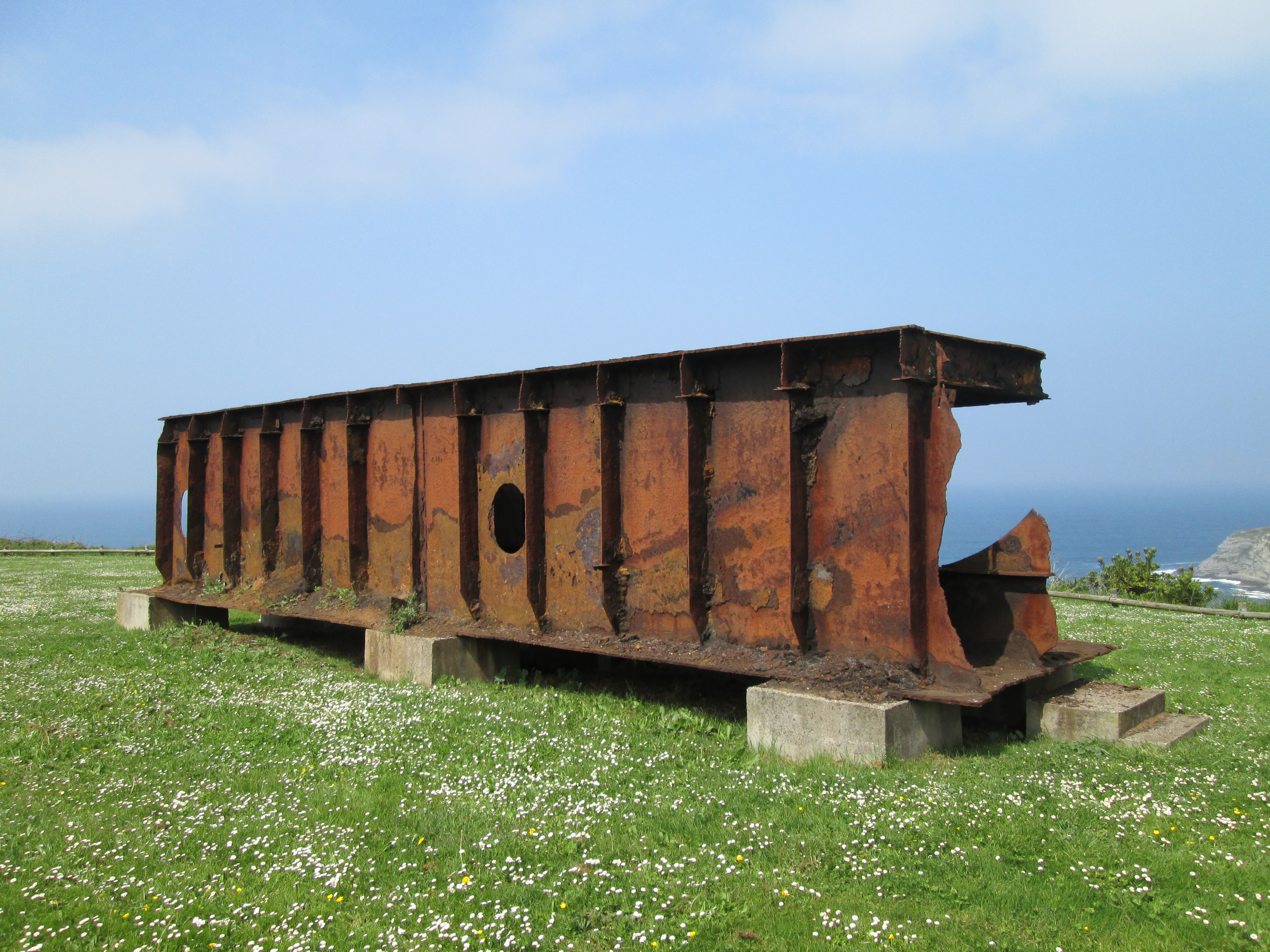
Memoria, 2003

- Memoria, 2003Génesis, 1990, paseo de Begoña, Gijón, Asturias.
- Obelisco: 1992, monolito instalado en el paseo de Begoña, reconstruido en 2003 en el final de la Avenida de la Constitución, Gijón.
- Chapa de alcantarilla de la Confederación Hidrográfica del Norte: 1992, toda Asturias.
- Ara: 1993, Centro Socio-Cultural de Los Canapés, Avilés, Asturias.
- Busto de Jovellanos: 1994, paseo Marítimo, Muros, La Coruña.
- Cuélebre: 1997,Sama, Asturias.
- Caudal: 1998, Mieres, Asturias.
- Evocación: 1999, Paseo de Begoña, Gijón, Asturias.
- Estela Norte: 2002, Autovía del Cantábrico (entre Caravia y Colunga), Asturias.
- Arión: 2003, fachada del edificio homónimo, calle José Manuel Palacios, 4, Gijón, Asturias

- Memoria: 2003, parque de Joaquín Rubio Camín, senda del Cervigón, Somió, Gijón, Asturias. Realizado en base a piezas del Castillo de Salas.
- Homenaje a las víctimas de la fosa común de Valdediós: 2005, Puelles, Villaviciosa, Asturias.

### Lugares de exposición

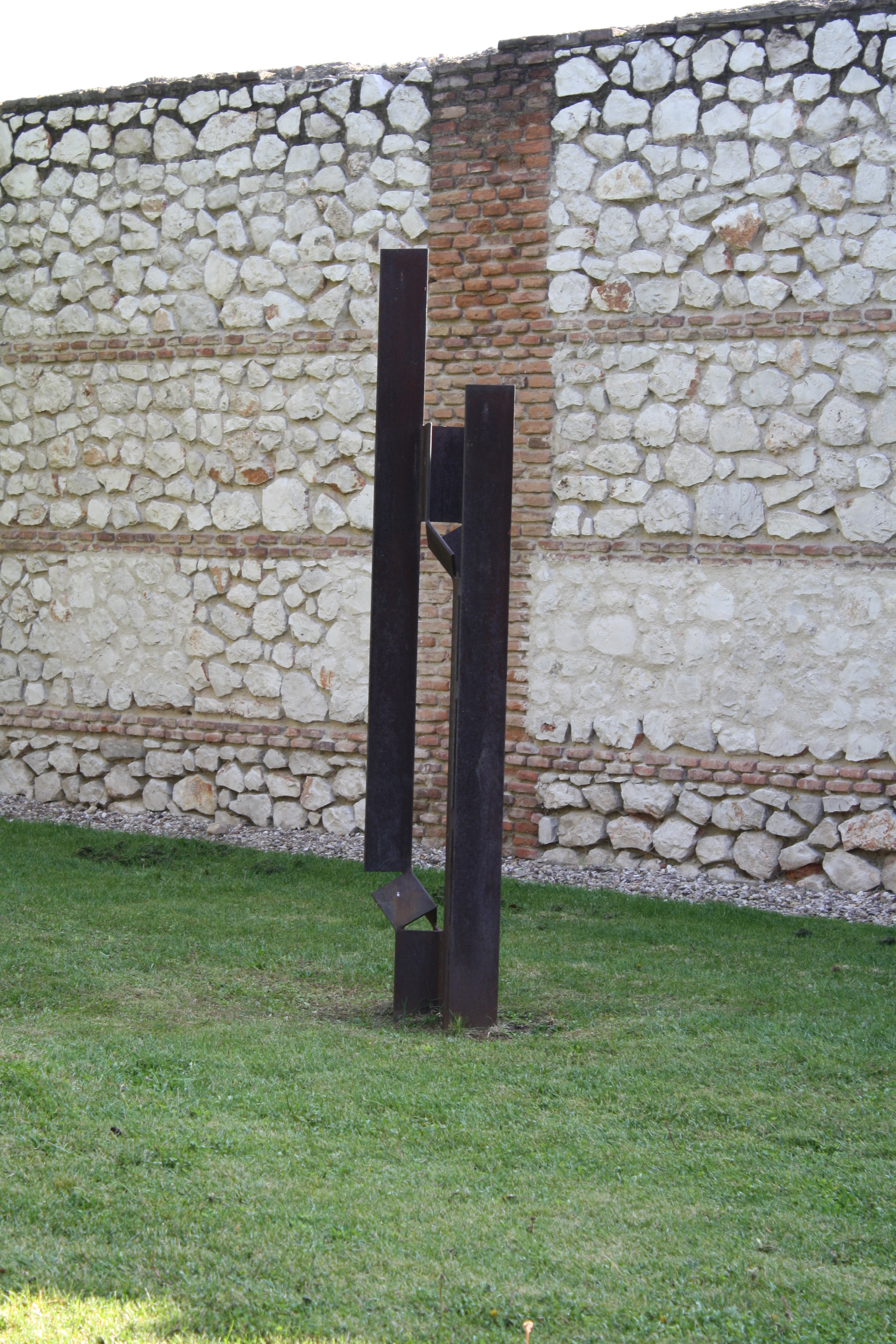
Obra de Camín en el Museo de Escultura al Aire Libre de Alcalá de Henares.

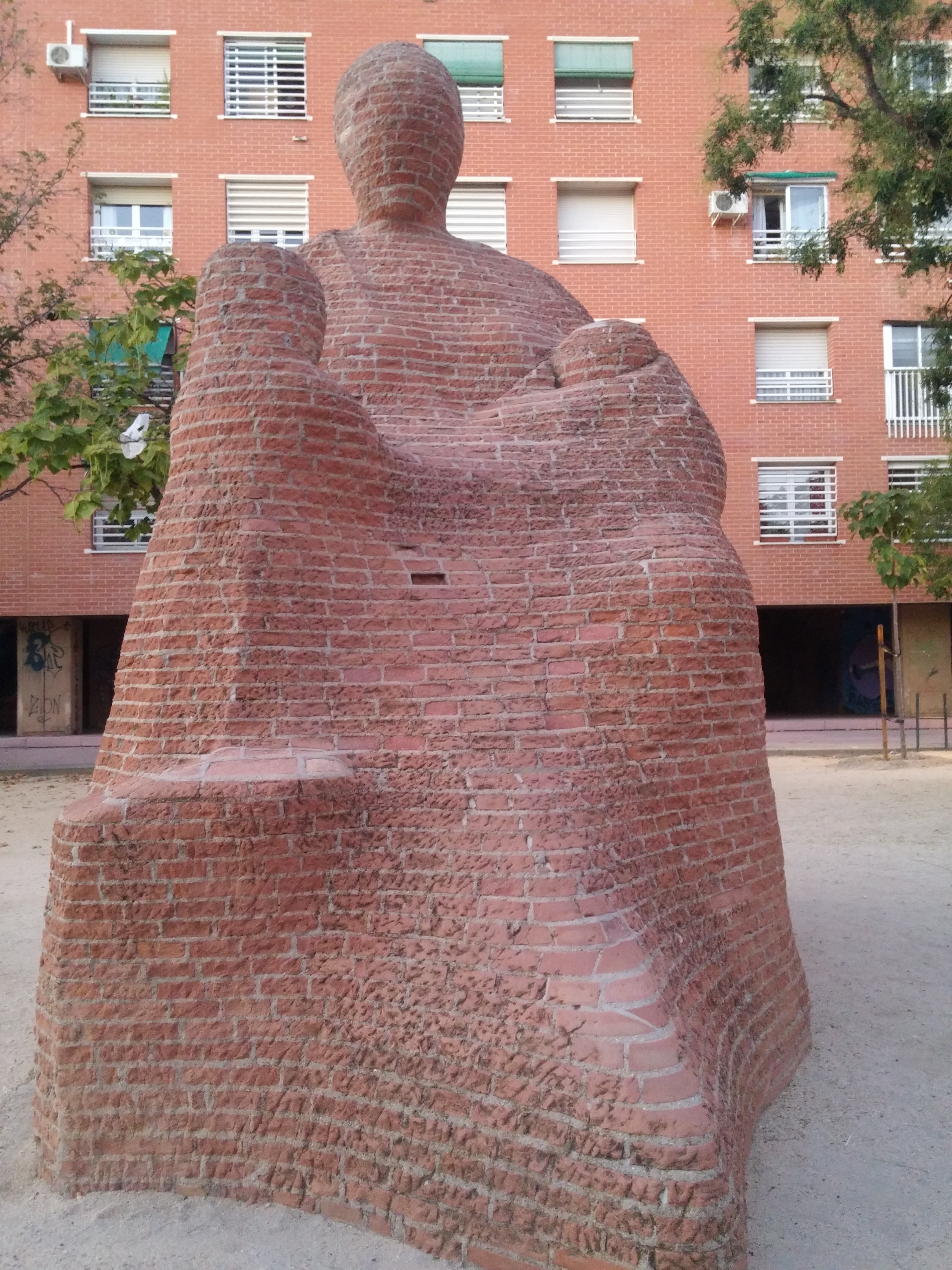
Maternidad, 1986

Sus obras se encuentran en numerosas colecciones privadas y públicas de Europa y América, destacando:
- Museo de Arte Abstracto Español de Cuenca.
- Centro de Arte Reina Sofía, Madrid.
- Museo de Escultura al Aire Libre de Alcalá de Henares
- Colección de la I Exposición Internacional de Escultura en la Calle de Santa Cruz de Tenerife
- San Eloy, Salamanca.
- Arte Contemporáneo de Villafamés, Castellón.
- Arte Contemporáneo, Sevilla.
- Palacio de Elsedo, Pámanes, Santander.
- Ministerio de Educación y Ciencia, Madrid.
- Gobierno Regional, Oviedo.
- Universidad de Oviedo.
- Museo de Bellas Artes, Palacio Velarde, Oviedo.
- Ateneo de Madrid
- Ateneo de Gijón.
- Museo Jovellanos, Gijón.
- Museo de Dibujo, Castillo de Larres, Sabiñánigo, Huesca.
- Compañía Telefónica Nacional de España.
- Ayuntamiento de Madrid.
- Museo Evaristo Valle, Gijón.
- Iglesia de San Antonio de Padua (Gijón)

## Premios y distinciones
- Premio Nacional de Pintura (1955)
- Gran Premio de Escultura en el I Certamen Nacional de Artes Plásticas (1962)
- Premio Nacional de Ilustración y medalla de bronce en Leipzig a los libros más bellos del mundo (1987)
- Académico correspondiente de Asturias por la Real Academia de Bellas Artes de San Fernando (1991)
- Medalla de Plata del Principado de Asturias (2001)